# Acanthodactylus boskianus
Acanthodactylus boskianus са вид влечуги от семейство Гущерови (Lacertidae).
Те са незастрашен вид.
Таксонът е описан за пръв път от Франсоа Мари Доден през 1802 година.

## Подвидове
- Acanthodactylus boskianus boskianus
- Acanthodactylus boskianus euphraticus